# Aira (restaurang)

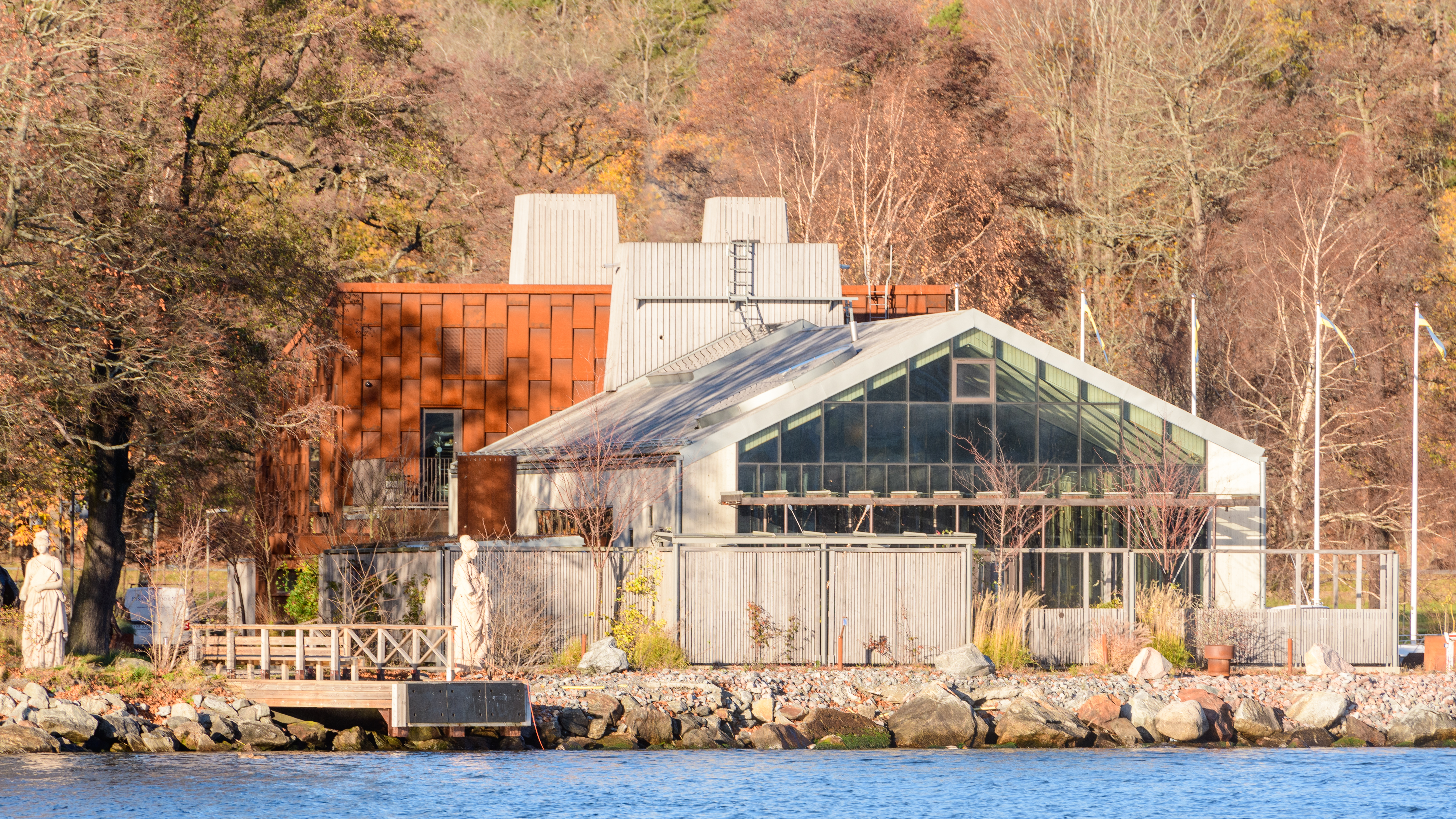
Aira från vattnet.

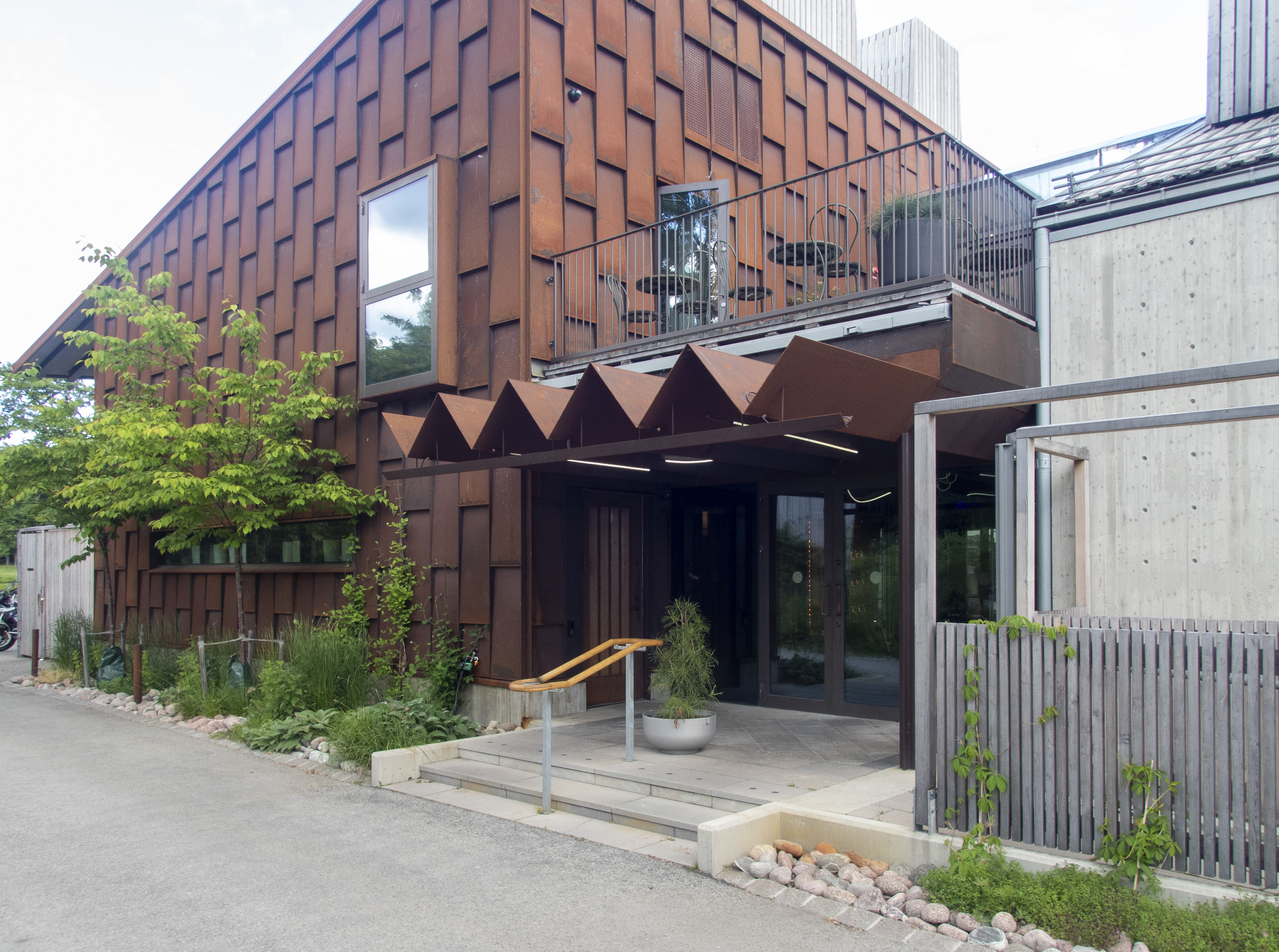
Entre till Aira

Aira är en restaurang på Biskopsudden på Djurgården i Stockholm som drivs av Tommy Myllymäki tillsammans med Svenska Brasserier. Aira öppnade mars 2020.
Den för ändamålet nybyggda lokalen i betong, corténstål och glas ritades av Jonas Bohlin och arkitektkontoret Dinell Johansson. Bohlins inredningsarkitektur belönades med 2020 med Guldstolen för bästa inredningsarkitektur. Restaurangen rymmer 50-talet sittande och serverar såväl à la carte som avsmakningsmenyer med tonvikt på nordiska säsongsbetonade råvaror.
Restaurangen belönades 2021 med en stjärna i Guide Michelin. Den fick en andra stjärna i Guide Michelin 2023.